# Франкавилла-аль-Маре
Франкавилла-аль-Маре (итал. Francavilla al Mare) — коммуна в Италии, расположена в области Абруццо, подчиняется административному центру Кьети.
Население коммуны, на 01.01.2024 года, составляет 25 492 человека, плотность населения — 1102,31 чел./км². Коммуна занимает площадь 23,13 км². 
Почтовый индекс — 66023. Телефонный код — 085.
Покровителем населённого пункта считается San Franco. Праздник ежегодно празднуется 18 августа.